# 保定地区
保定地区，中国旧地区名。1968年由保定专区改置。
在今河北省中部。辖保定市及易县、满城、徐水、涞源、定兴、完县、唐县、望都、涞水、涿县、清苑、高阳、安新、雄县、容城、新城、曲阳、阜平、定县、安国、博野、蠡县22县。行政公署驻保定市。
1983年11月15日，保定市升为省辖市，将满城县划归保定市管辖。
1986年3月5日，撤销定县，设立定州市（县级）。
1986年4月5日，将清苑县划归保定市管辖。
1986年9月24日，撤销涿县，设立涿州市（县级）。
1991年5月6日，撤销安国县，设立安国市（县级）。
1993年4月9日，撤销新城县，设立高碑店市（县级）。
1994年12月17日，保定地区和保定市合并，组建新的地级保定市，将涞水、阜平、徐水、定兴、唐县、高阳、容城、涞源、望都、安新、易县、曲阳、蠡县、顺平、博野、雄县16县划归保定市管辖，涿州、定州、安国、高碑店4个县级市由省直辖，保定市代管。